# Ciça de Paula
 Maria Cecília de Paula (Patrocínio, 11 de agosto de 1999) é uma voleibolista indoor brasileira, atuante na posição Levantadora, com marca de alcance de 297 cm no ataque e 280 cm no bloqueio, que  atuando por clubes conquistou a medalha de prata no Campeonato Mundial de Clubes de 2018 na China.

## Carreira
A  jovem patrocinense Ciça foi revelada nas categorias de base do Catiguá TC em 2017 já integrante do elenco juvenil do Minas Tênis Clube foi emprestada para atuar pelo 
Lavras TC que disputaria a edição da Superliga Brasileira B de 2018terminando em sexto lugar.
Conquistou pelo Minas Tênis Clube o título da Copa Minas na categoria Sub-16, assim como os vice-campeonatos na Copa Cidade Maravilhosa e no Campeonato Mineiro no ano de 2014, sendo que foi aprovada nas categorias de base do clube desde de 2013; e passou para o elenco profissional Camponesa/Minas  para temporada 2018-19e sagrou-se campeã da edição do Campeonato Mineiro de 2018 e disputou a edição do Campeonato Mundial de Clubes de 2018 realizado em Shaoxing e conquistou a medalha de prata e disputa por este clube a Superliga Brasileira A 2018-19.

## Títulos e resultados
- Campeonato Mineiro:2018[6]
- Copa Minas Sub-16:2014[4]
- Copa Cidade Maravilhosa Sub-16:2014[4]
- Campeonato Mineiro  Sub-16:2014[4]

## Premiações individuais
[carece de fontes?]